# Hypomma clypeatum
Hypomma clypeatum là một loài nhện trong họ Linyphiidae.
Loài này thuộc chi Hypomma. Hypomma clypeatum được Carl Friedrich Roewer miêu tả năm 1942.